# Seznam voditeljev Jugoslavije
Seznam voditeljev (državnih poglavarjev) Jugoslavije.

## Seznam
| #                                                | Portret                               | Ime (rojstvo–smrt)                      | Predstavnik                 | Mandat                      | Mandat                      | Mandat                      | Stranka                     | Opombe                                                                                                |
| #                                                | Portret                               | Ime (rojstvo–smrt)                      | Predstavnik                 | Začetek                     | Konec                       | Trajanje                    | Stranka                     | Opombe                                                                                                |
| Kralj Jugoslavije 1918–1945                      | Kralj Jugoslavije 1918–1945           | Kralj Jugoslavije 1918–1945             | Kralj Jugoslavije 1918–1945 | Kralj Jugoslavije 1918–1945 | Kralj Jugoslavije 1918–1945 | Kralj Jugoslavije 1918–1945 | Kralj Jugoslavije 1918–1945 | Kralj Jugoslavije 1918–1945                                                                           |
| ------------------------------------------------ | ------------------------------------- | --------------------------------------- | --------------------------- | --------------------------- | --------------------------- | --------------------------- | --------------------------- | --- |
| –                                                | Peter I of Serbs, Croats and Slovenes | Peter I. (1844–1921)                    | –                           | 1. december 1918            | 16. avgust 1921             | 2 leti, 258 dni             | –                           | |
| –                                                | Alexander I of Yugoslavia             | Aleksander I. (1888–1934)               | –                           | 16. avgust 1921             | 9. oktober 1934             | 13 let, 54 dni              | –                           | |
| –                                                | Prince Paul of Yugoslavia             | Pavel (1893–1976)                       | –                           | 9. oktober 1934             | 27. marec 1941              | 6 let, 169 dni              | –                           | |
| –                                                | Peter II of Yugoslavia                | Peter II. (1923–1970)                   | –                           | 9. oktober 1934             | 29. november 1945           | 11 let, 51 dni              | –                           | |
| Predsednik Predsedstva Državnega zbora 1945–1953 |                                       |                                         |                             |                             |                             |                             |                             | |
| 1                                                |                                       | Ivan Ribar (1881–1968)                  | –                           | 29. december 1945           | 14. januar 1953             | 7 let, 16 dni               | KPJ/ZKJ                     | Položaj Predsednika Predsedstva Državnega zbora je bil položaj voditelja države od 1945 do 1953.      |
| Predsednik 1953–1980                             |                                       |                                         |                             |                             |                             |                             |                             | |
| 1                                                |                                       | Josip Broz - Tito (1892–1980)           | –                           | 14. januar 1953             | 4. maj 1980 †               | 27 let, 111 dni             | ZKJ                         | Položaj Predsednika je bil uveden leta 1953. Tito je bil razglašen kot dosmrtni predsednik leta 1974. |
| Predsediki Predsedstva 1980–1992                 |                                       |                                         |                             |                             |                             |                             |                             | |
| 1                                                |                                       | Lazar Koliševski (1914–2000)            | SR Makedonija               | 4. maj 1980                 | 15. maj 1980                | 0 let, 11 dni               | ZKJ                         | Predsednik kolektivnega vodstva države                                                                |
| 2                                                |                                       | Cvijetin Mijatović (1913–1993)          | SR Bosna in Herzegovina     | 15. maj 1980                | 15. maj 1981                | 1 leto, 0 dni               | ZKJ                         | Predsednik kolektivnega vodstva države                                                                |
| 3                                                |                                       | Sergej Kraigher (1914–2001)             | SR Slovenija                | 15. maj 1981                | 15. maj 1982                | 1 leto, 0 dni               | ZKJ                         | Predsednik kolektivnega vodstva države                                                                |
| 4                                                |                                       | Petar Stambolić (1912–2007)             | SR Srbija                   | 15. maj 1982                | 15. maj 1983                | 1 leto, 0 dni               | ZKJ                         | Predsednik kolektivnega vodstva države                                                                |
| 5                                                |                                       | Mika Špiljak (1916–2007)                | SR Hrvaška                  | 15. maj 1983                | 15. maj 1984                | 1 leto, 0 dni               | ZKJ                         | Predsednik kolektivnega vodstva države                                                                |
| 6                                                |                                       | Veselin Đuranović (1925–1997)           | SR Črna gora                | 15. maj 1984                | 15. maj 1985                | 1 leto, 0 dni               | ZKJ                         | Predsednik kolektivnega vodstva države                                                                |
| 7                                                |                                       | Radovan Vlajković (1924–2001)           | SAP Vojvodina               | 15. maj 1985                | 15. maj 1986                | 1 leto, 0 dni               | ZKJ                         | Predsednik kolektivnega vodstva države                                                                |
| 8                                                |                                       | Sinan Hasani (1922–2010)                | SAP Kosovo                  | 15. maj 1986                | 15. maj 1987                | 1 leto, 0 dni               | ZKJ                         | Predsednik kolektivnega vodstva države                                                                |
| 9                                                |                                       | Lazar Mojsov (1920–2011)                | SR Makedonija               | 15. maj 1987                | 15. maj 1988                | 1 leto, 0 dni               | ZKJ                         | Predsednik kolektivnega vodstva države                                                                |
| 10                                               |                                       | Raif Dizdarević (* 1926)                | SR Bosna in Herzegovina     | 15. maj 1988                | 15. maj 1989                | 1 leto, 0 dni               | ZKJ                         | Predsednik kolektivnega vodstva države                                                                |
| 11                                               |                                       | Janez Drnovšek (1950–2008)              | SR Slovenija                | 15. maj 1989                | 15. maj 1990                | 1 leto, 0 dni               | LDS ZKJ                     | Pridružil se je LDS februarja 1990.                                                                   |
| 12                                               |                                       | Borisav Jović (1928–2021)               | Srbija                      | 15. maj 1990                | 15. maj 1991                | 1 leto, 0 dni               | SPS ZKJ                     | ZKJ leta 1990 je bila razpuščena. V Srbiji Partijo je nadomestila SPS.                                |
| –                                                |                                       | Sejdo Bajramović (1927–1993) ad interim | AP Kosovo in Metohija       | 16. maj 1991                | 30. junij 1991              | 0 let, 45 dni               | SPS                         | Predsednik ad interim.                                                                                |
| 13                                               |                                       | Stjepan Mesić (* 1934)                  | Hrvaška                     | 30. junij 1991              | 5. december 1991            | 0 let, 158 dni              | HDZ                         | Zadnji predsednik Jugoslavije.                                                                        |
| –                                                |                                       | Branko Kostić (1939–2020) ad interim    | Črna gora                   | 5. december 1991            | 15. junij 1992              | 0 let, 193 dni              | DPS                         | Predsednik ad interim. Nameščen od Srbije in Črne gore.                                               |